# Fukui
Fukui ist eine Stadt innerhalb der englischen Wikipedia-Region Chūbu. In Japan ist die Stadt Fukui (japanisch 福井市 Fukui-shi; englisch Fukui City/City of Fukui/Fukui, Fukui) die Hauptstadt von Fukui-ken, der englischen „Präfektur Fukui“ (Fukui Prefecture). Letztere wird je nach Regionaleinteilung unter anderem der Region Hokuriku, Hokuriku-Shin’etsu, Kinki, Chūbu, Tōkai-Hokuriku oder Westjapan zugeordnet. Seit Eingemeindungen in den 1950er Jahren liegt die Stadt Fukui am Japanischen Meer.

## Geschichte
Ausgangspunkt war die Burg Kita-no-shō (北ノ庄), später Fukui (福居), schließlich Fukui (福井) genannt, die gegen Ende des 16. Jahrhunderts entstanden war und die ab 1600 ausgebaut wurde. Die Burg wurde Fürstensitz des Fürstentums Fukui (Fukui-han). Die um die Burg gewachsene Burgstadt hatte bald mehr als 40.000 Einwohner. Später sank durch Krisen die Bevölkerung. Nach 1871 wurde aus dem Fukui-han eine erste Fukui-ken, die aber 1872 in Asuwa umbenannt und 1873 nach Shiga eingegliedert wurde. Seit 1881 ist Fukui endgültig eigenständig.
Die in diesem Artikel beschriebene kreisfreie Stadt Fukui entstand zum 1. April 1889 bei der Einführung der heutigen Gemeindeformen aus Teilen des Kreises Asuwa. Die Stadt erlitt durch US-amerikanische Bombenangriffe während des Zweiten Weltkrieges und durch ein Erdbeben am 28. Juni 1948, bei dem knapp 3.800 Menschen starben, schwere Zerstörungen. Die Stadt wurde anschließend wieder aufgebaut und hat sich zu einem industriellen und kulturellen Zentrum der Region entwickelt.
Sehenswert sind das alte Burggelände, heute Sitz der Präfektur-Verwaltung, das Fukui City Museum of Art, das Historical Museum und das Observatorium.
Ihre heutige Ausdehnung erreichte die Stadt Fukui durch die Große Heisei-Gebietsreform der 2000er Jahre.

## Verkehr
- Straße:
  - Hokuriku-Autobahn
  - Nationalstraße 8

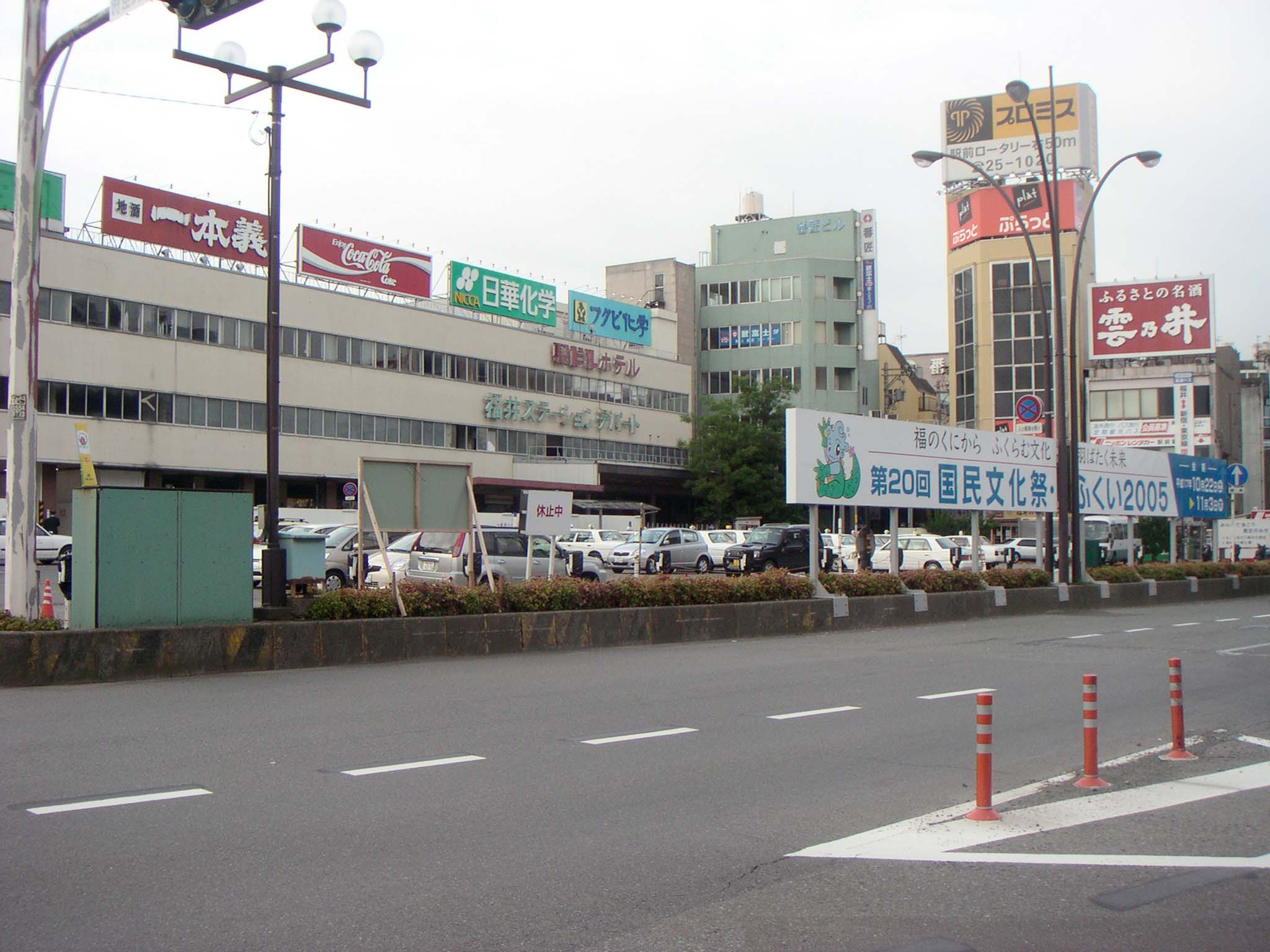
Bahnhof Fukui

  - Nationalstraße 158, 305, 364, 416, 476
- Zug:
  - JR Hokuriku-Hauptlinie, Bahnhof Fukui, nach Maibara und Joetsu
  - JR Echibihoku-Linie
  - Echizen Katsuyama-Eiheiji-Linie
  - Echizen Mikuni-Awara-Linie
- Straßenbahn:
  - Fukubu-Linie nach Echizen

## Universitäten und Colleges
1949 wurde die Universität Fukui gegründet.

## Söhne und Töchter der Stadt
- Shimada Bokusen (1867–1943), Maler
- Yamamoto Jōtarō (1867–1936), Unternehmer und Politiker
- Haga Yaichi (1867–1927), Literaturwissenschaftler und Universitätsprofessor
- Keisuke Okada (1868–1952), 31. Premierminister von Japan
- Oku Mumeo (1895–1997), Politikerin und Suffragette
- Shirakawa Shizuka (1910–2006), Orientalist
- Yoshishige Yoshida (1933–2022), Filmregisseur und Drehbuchautor
- Yoshinaga Fujita (1950–2020), Schriftsteller und Drehbuchautor
- Kazuo Inoue (* 1981), Straßenradrennfahrer
- Tomonobu Shimizu (* 1981), Politiker und ehemaliger Boxsportler
- Yūta Wakimoto (* 1989), Bahnradsportler
- Wakaba Shimoguchi (* 1998), Fußballspieler

## Städtepartnerschaften

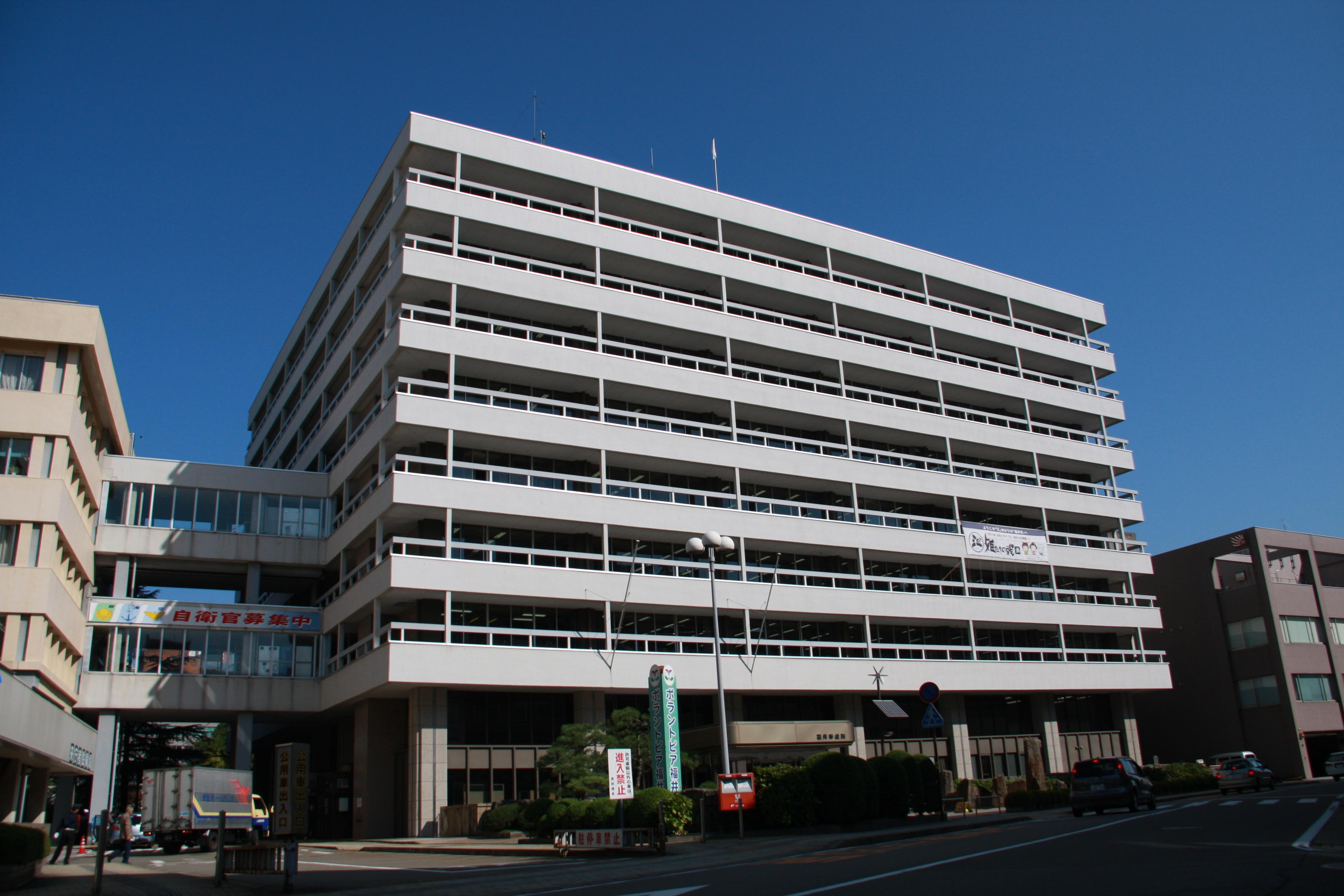
Rathaus

- New Brunswick, Vereinigte Staaten (Schwesterstadt seit Mai 1982)
- Hangzhou, Volksrepublik China (Städtefreundschaft seit November 1989)
- Fullerton, Vereinigte Staaten (Schwesterstadt seit November 1989)
- Kumamoto, Japan (Schwesterstadt seit November 1994)
- Suwon, Südkorea (Städtefreundschaft seit Dezember 2001)
- Yūki, Japan (Städtefreundschaft seit April 2002)
- Winsen (Luhe), Deutschland

## Angrenzende Städte und Gemeinden
- Sabae
- Katsuyama
- Echizen
- Ōno
- Sakai
- Echizen-chō
- Ikeda